# Silene velutina
Silene velutina är en nejlikväxtart som beskrevs av Jean Loiseleur-Deslongchamps. Silene velutina ingår i släktet glimmar, och familjen nejlikväxter. Inga underarter finns listade i Catalogue of Life.